# Mr. Bungle
Mr. Bungle es un grupo de música experimental estadounidense. La banda se formó en 1985, cuando sus integrantes aún se encontraban en la secundaria, y el nombre proviene de un personaje de una película educacional para niños. Mr. Bungle publicó cuatro demos antes de firmar con Warner Bros. Records, con la que lanzaron tres álbumes de estudio entre 1991 y 1999. La banda estuvo de gira de promoción de su último disco en 2000, pero en 2004 se separaron oficialmente. A pesar de que Mr. Bungle pasó por varios cambios en sus comienzos, sus miembros más durables fueron el vocalista Mike Patton, el guitarrista Trey Spruance, el bajista Trevor Dunn, el saxofonista Clinton "Bär" McKinnon y el baterista Danny Heifetz.
Mr. Bungle fue conocido por sus distintivos rasgos musicales, pasando por varios estilos en una sola canción. Muchas de sus canciones tenían una estructura poco convencional, utilizando una amplia gama de instrumentos y muestras. En algunos shows en vivo, sus integrantes aparecían disfrazados, y a menudo interpretaban varias versiones. Durante la década de 1990, se intensificaron una serie de disputas con Anthony Kiedis, vocalista de Red Hot Chili Peppers, en las que Kiedis sacó a Mr. Bungle de una serie de grandes festivales de música en Europa y Australia.
A pesar de firmar con un importante sello discográfico, la banda nunca ha tenido un éxito comercial masivo, y sólo lanzó un videoclip. Sin embargo, Mr. Bungle fue aclamado por la crítica, Allmusic se refirió a ellos como "están entre los instrumentalistas más talentosos".
En agosto de 2019, Patton, Spruance y Dunn confirmaron una serie de conciertos en Estados Unidos para el mes de febrero de 2020, específicamente en las ciudades de Los Ángeles, San Francisco y Nueva York. Para complementar la presentación, se unirán Scott Ian, de Anthrax, y Dave Lombardo, exbaterista de Slayer. Se presentará el demo producido y lanzado en 1986 The Raging Wrath Of The Easter Bunny.

## Historia

### Primeros años (1985-1990)
Mr. Bungle se formó en 1985, en Eureka, California, cuando sus integrantes aún estaban en la secundaria. La banda estaba compuesta inicialmente por Mike Patton, Trevor Dunn, Trey Spruance, Theo Lengyel y Jed Watts. Watts fue sustituido posteriormente por Hans Wagner, y luego por Danny Heifetz, mientras que en 1989 se unió Clinton "Bär" McKinnon. El nombre del grupo fue tomado de Lunchroom Manners, una película educacional para niños de 1960. Un títere llamado Mr. Bungle fue el personaje principal y se usó para enseñar a los niños buenos modales e higiene.
Poco después de la formación, el primer demo de la banda, The Raging Wrath of the Easter Bunny, fue grabado durante la Semana Santa de 1986, en low-fi, con un sonido más cercano al death metal y al hardcore punk, en la grabación también se usó saxofón, bongos, y una corneta. En 1987 lanzaron su segundo demo, Bowel of Chiley; en este incorporan distintos estilos, como el ska, swing y funk. Bradley Torreano señaló en Allmusic que la grabación fue "esencialmente el sonido de unos adolescentes con mucho talento tratando de hacer que su amor por el jazz y el ska se unan en la forma que puedan". En 1988 publicaron su tercer demo, Goddammit I Love America!, que fue musicalmente similar a Bowel of Chiley. Su cuarto y último demo fue OU818, publicado en 1989, esta grabación fue la primera en que apareció el saxofonista Clinton "Bär" McKinnon y el baterista Danny Heifetz. En 1989, Mike Patton se convirtió en el vocalista principal de Faith No More, luego de que Jim Martin, entonces guitarrista de la banda, lo escuchó en un demo de Mr. Bungle. Patton fue miembro de las dos bandas simultáneamente. Luego de tener un seguimiento establecido en California, Mr. Bungle firmó con Warner Bros. Records, que lanzó su debut homónimo en 1991.

### Álbum debut (1991-1994)
Su álbum debut, Mr. Bungle, fue producido por John Zorn y fue lanzado el 13 de agosto de 1991. El álbum fue bautizado por la crítica como "funk metal". El disco tuvo críticas positivas, Steve Huey escribió en Allmusic "Mr. Bungle es vertiginoso y desconcertante, conciertos esquizofrénicos a través de casi cualquier estilo que el grupo piensa, saltando de un género a otro, sin rima o razón aparente, incluso haciéndolo varias veces en una canción". También comentó que "está fuera de foco" y que es "un disco no muy accesible".
La primera canción fue llamada originalmente "Travolta", sin embargo, el actor John Travolta en desacuerdo con este título, amenazó con emprender acciones legales. El nombre finalmente fue cambiado a "Quote Unquote"; la banda creó un video musical de esta canción, pero MTV se negó a emitir el video, debido a las imágenes de los cuerpos colgando de ganchos de carne. El álbum vendió bien a pesar de esto y de la falta de difusión radial. Después del lanzamiento, la banda giró por todo Norteamérica.

### Disco Volante(1995-1998)
Debido a retrasos en la portada y a los proyectos paralelos de los integrantes, Disco Volante fue lanzado en octubre de 1995. El álbum muestra un desarrollo musical, y un cambio en el tono de sus grabaciones anteriores. Mientras que su disco homónimo fue descrito como algo cercano al "funk metal", con Disco Volante se les etiquetó como "avant-garde" o "experimental".
La música era compleja e impredecible, mientras la banda continuaba con sus cambios de estilo musical. Algunas canciones eran en otros idiomas y cambiaban radicalmente de géneros en la mitad de una canción. Con letras acerca de la muerte, suicidio y abuso de niños, junto con canciones infantiles, y un número techno del Medio Oriente, el crítico musical Greg Prato dijo que el álbum tenía "un estilo totalmente original y nuevo que no suena a nada de lo que existe en la actualidad". Sin embargo, no todos los críticos pensaron así del disco, Washington Post dijo "Mr. Bungle muestran sus influencias de la música clásica contemporánea y jazz, pasajes difíciles que son técnicamente impresionantes, pero parecen no ir a ningún lado". Disco Volante incluye influencias de la música clásica contemporánea, avant-garde jazz, así como del pionero de música electrónica Pierre Henry, John Zorn, Frank Zappa, Penderecki, y la música de cine europeo de los años 1960 y 1970, tales como las compuestas por Ennio Morricone y Peter Thomas.
En 1996, Theo Lengyel se retiró como saxofonista original y teclista, debido a diferencias creativas.

### Californiay disolución (1999-2000)
Después de una pausa de cuatro años, el tercer disco de la banda, California, fue lanzado el 13 de julio de 1999. Los reviews de Ground y Sky describieron California como el disco más accesible Mr. Bungle, y si bien los cambios de género siguen presentes, son un poco menos frecuentes. Sobre el estilo del disco, Mike Patton dijo que para la banda "el disco es pop", luego dijo "pero a algún maldito fan de No Doubt en Ohio, ellos no se van a tragar eso". El álbum fue en general bien recibido.
El proceso de grabación de California fue más complejo que en los otros discos. Se grabó con cinta analógica y no digital, y algunas canciones requerían más de 24 pistas. Como resultado, cada canción contiene partes de muestras originales, teclados, percusiones y melodías. El álbum muestra influencias de Burt Bacharach hasta The Beach Boys, con una fusión de pop, jazz, funk, rock, música de Hawái, del Medio Oriente y avant-garde. En el año 2000, la banda se separó debido a que sus integrantes querían centrarse en sus proyectos paralelos. Su último concierto fue en el 9 de septiembre en Nottingham, Inglaterra.

### Reunión y The Raging Wrath Of The Easter Bunny Demo (2019-actualidad)
El 13 de agosto de 2019, se anunció que Mr. Bungle se reuniría en febrero de 2020 para tres espectáculos en Los Ángeles, San Francisco y Brooklyn. La reunión contó con Patton, Spruance y Dunn, así como el guitarrista Scott Ian y el baterista Dave Lombardo, interpretando su demo de 1986, The Raging Wrath of the Easter Bunny con la excepción de "Evil Satan", así como varias versiones de otras bandas. El 15 de agosto, después de una fuerte demanda de entradas para los tres espectáculos, la banda agregó un espectáculo adicional a las tres ciudades, llevando la cantidad total de espectáculos de reunión a seis.
Tras estos conciertos, la banda anunció su primer álbum de estudio en veinte años, The Raging Wrath Of The Easter Bunny Demo siendo este álbum una regrabación de su primera demo, así como de canciones que escribieron en aquella época y no entraron nunca lanzaron, además una versión de Loss For Words, de la banda Corrosion Of Conformity. También contiene Hypocrites/Habla Español O Muere, que comienza como una regrabación de su tema Hypocrites para luego convertirse en una versión de Speak English Or Die de la banda Stormtroopers Of Death. El 5 de junio de 2020, Mr. Bungle lanzó una versión de USA, de The Exploited, donando durante un mes todos los beneficios a la organización sin ánimo de lucro MusiCares. The Raging Wrath Of The Easter Bunny Demo fue lanzado el 30 de octubre de 2020, habiéndose lanzado previamente los sencillos Raping Your Mind, Eracist y Sudden Death, conteniendo todas ellas videos musicales (aunque el de Sudden Death fue lanzado más tarde). Al día siguiente, en Halloween, dieron un concierto online tocando todas las canciones de éste. También fue el primer álbum de la banda en lanzarse con un sello discográfico distinto de Warner, siendo esta vez distribuido por Ipecac Records, discográfica fundada por el propio Mike Patton.

## Estilo e influencias

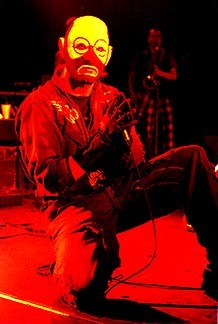
Mike Patton disfrazado durante un show en 1991

Greg Prato de Allmusic, describió la música de Mr. Bungle como "una mezcla única de lo experimental, lo abstracto y lo absurdo", mientras que Patrick Macdonald de The Seattle Times caracteriza su música como "dura, no estructurada, rápida, lenta, misteriosa y atractiva de manera extraña". Las característas distintivas en su música fueron el uso de numerosos instrumentos, voces inusuales, y el uso de formatos de canciones impredecibles, junto con innumerables géneros musicales diferentes. La mayoría de la música y letras fueron escritas por Patton, Dunn y Spruance, con McKinnon y Heifetz ocasionalmente contribuyentes. Mr. Bungle frecuentemente incorporan instrumentos poco convencionales en su música, como saxo tenor, guimbarda, címbalo, xilófono, clarinete, glockenspiel, ocarina, piano, órgano, bongos y sampler. Algunos de los géneros que utilizaron fueron funk, jazz, surf rock, punk, klezmer, ska, kecak, folk, heavy metal, pop, noise, doo-wop, electrónica, swing, space age pop, death metal, bossa nova, rock progresivo, country and western, música de circo, e incluso música de videojuegos y dibujos animados.
Entre las influencias en la música de la banda se encuentra Prince, Devo, Ennio Morricone, John Zorn, Burt Bacharach, Sammy Davis, Jr., The Beach Boys, Fishbone, Slayer, Dead Kennedys, Funkadelic, Oingo Boingo, Mercyful Fate entre otros.
A su vez reconocidos actos musicales tales como Slipknot, Incubus, Korn, Avenged Sevelfold, Limp Bitzkit o Mushroomhead han citado a Mr. Bungle como una gran influencia.

## Discografía
- 1986 - The Raging Wrath of the Easter Bunny (demo)
- 1987 - Bowel Of Chiley (demo)
- 1988 - Goddammit I Love America! (demo)
- 1989 - OU818 (demo)
- 1991 - Mr. Bungle
- 1995 - Disco Volante
- 1999 - California
- 2020 - The Raging Wrath Of The Easter Bunny Demo